# 何塞·利亚多
何塞·利亚多·费尔南德斯-乌鲁蒂亚（西班牙語：José Lladó Fernández-Urrutia；1934年3月29日—2024年2月14日），马德里人，西班牙政治人物、外交官，曾任西班牙驻美国大使。

## 生平
1934年出生于马德里的一个政治世家。1968年12月，任工业部化学工业和建设司司长。1971年9月至1973年6月，任西班牙高等科学研究理事会副主席兼技术研究执行委员会主席。
1976年3月，任西班牙贸易部国内市场副大臣。1976年7月至1977年7月，任西班牙贸易大臣。1977年7月至1978年2月，任西班牙交通与通信大臣。1978年6月至1982年7月，任西班牙驻美国大使。1988年，任索菲娅王后艺术中心董事会主席。
2024年2月14日，逝世。

## 荣誉
- 大十字级民事功绩勋章（1968年）[7]
- 大十字级农业民事功绩勋章（1972年）[8]
- 大十字级卡洛斯三世勋章（1978年）[9]
- 贸易功绩奖章（2011年）[10]
- 大十字级智者阿方索十世民事勋章（2015年）[11]